# La edad de la ira
La edad de la ira je španělský dramatický televizní seriál natočený podle stejnojmenného románu Nando Lópeze. Seriál byl premiérově vysílán od 27. února do 20. března 2022. 

## Děj
Středoškolák Marcos je obviněn z vraždy svého otce. Ve škole studenti a učitelé nechápou, co se mohlo stát, že oblíbený student spáchal takový zločin. Byl však Marcos skutečně vrahem svého otce?

## Obsazení
| Manu Ríos        | Marcos         |
| Amaia Aberasturi | Sandra         |
| Daniel Ibáñez    | Raúl           |
| Carlos Alcaide   | Ignacio        |
| Eloy Azorín      | Álvaro         |
| Sara Jiménez     | Bárbara        |
| Rocío Muñoz-Cobo | Ángela Vergara |
| Álvaro Larrán    | Adrián         |
| Dani Sabiti      | Ahmed          |
| Daniel Cabrera   | Xuso           |
| Lydia Pavón      | Meri           |
| Oriol Franco     | Paco           |
| Sara Deray       | matka Sandry   |

## Seznam dílů
| Č. v seriálu | Původní název | Režie         | Scénář                              | Premiéra        |
| ------------ | ------------- | ------------- | ----------------------------------- | --------------- |
| 1            | Sandra        | Jesús Rodrigo | J. M. Ruiz Córdoba, Lucía Carballal | 27. února 2022  |
| 2            | Ignacio       | Jesús Rodrigo | J. M. Ruiz Córdoba, Lucía Carballal | 6. března 2022  |
| 3            | Raúl          | Jesús Rodrigo | J. M. Ruiz Córdoba, Lucía Carballal | 13. března 2022 |
| 4            | Marcos        | Jesús Rodrigo | J. M. Ruiz Córdoba, Lucía Carballal | 20. března 2022 |